# João Domingues
João Domingues (* 5. Oktober 1993 in Oliveira de Azeméis) ist ein portugiesischer Tennisspieler.

## Karriere
Domingues spielt hauptsächlich auf der ITF Future Tour und der ATP Challenger Tour.
2015 kam er in Estoril bei den Millennium Estoril Open durch eine Wildcard zu seinem Debüt im Doppel auf der ATP World Tour. Mit Pedro Sousa als Partner verlor er in der Auftaktrunde gegen Treat Huey und Scott Lipsky mit 3:6, 0:6. Seinen ersten Titel  auf der Challenger Tour holte er in Mestre, als er gegen Sebastian Ofner in zwei Sätzen gewann.
2015 kam er zu seinem Debüt für die portugiesische Davis-Cup-Mannschaft. Er gewann gegen Mehdi Jdi in zwei Sätzen in der ohnehin schon entschiedenen Begegnung gegen Marokko.

## Erfolge
| Legende (Anzahl der Siege)  |
| Grand Slam                  |
| ATP World Tour Finals       |
| ATP World Tour Masters 1000 |
| ATP World Tour 500          |
| ATP World Tour 250          |
| ATP Challenger Tour (3)     |

### Einzel

#### Turniersiege
| Nr. | Datum        | Turnier  | Belag | Finalgegner        | Ergebnis       |
| --- | ------------ | -------- | ----- | ------------------ | -------------- |
| 1.  | 28. Mai 2017 | Mestre   | Sand  | Sebastian Ofner    | 7:64, 6:4      |
| 2.  | 12. Mai 2019 | Braga    | Sand  | Facundo Bagnis     | 6:75, 6:2, 6:3 |
| 3.  | 8. Mai 2022  | Salvador | Sand  | Tomás Barrios Vera | 7:69, 6:1      |